# Vertmetal
Vertmetal fou una empresa carrossera catalana amb seu a Torroella de Montgrí, Baix Empordà, que tingué activitat des de la dècada de 1940 fins al 1980. Era la continuadora de Carrosseries Vert, una empresa familiar dedicada a la construcció de carruatges que datava del segle xix, amb diverses generacions dedicades a construir carros i tartanes a Torroella.
Fundada per Josep Vert, Vertmetal es dedicà al carrossat de vehicles de motor, inicialment autobusos i furgons i més tard automòbils, especialment clàssics. El 1962, l'empresa traslladà les instal·lacions a unes noves naus industrials de Girona des d'on llançà fins i tot una marca pròpia d'automòbils clàssics, Gerion, però a mitjan dècada de 1970 deixà de fabricar-los i passà a dedicar-se en exclusiva a la reparació de xapa i pintura tradicional, fins que tancà el 30 d'abril de 1980 quan Josep Vert es va jubilar.

## Història
Josep Vert (1914 - 2002) havia nascut al si d'una família de constructors de carruatges. Un cop hagué après l'ofici familiar, va cursar estudis de disseny i construcció de carrosseries per a automòbils i vehicles industrials i fou un dels primers carrossers de la península Ibèrica a aplicar les noves tècniques.

### Els autobusos
Després de la guerra civil espanyola, Vert es va dedicar a reparar els cotxes de la zona destrossats pel conflicte. Més tard, s'abocà a la construcció de carrosseries d'autobusos i furgons fins que aquesta activitat minvà quan, a final de la dècada de 1950, els principals fabricants com ara Pegaso, Barreiros i Nazar començaren a construir completament els seus propis autocars. D'ençà d'aleshores, Vert va començar a treballar per a Salvador Claret, que des de Sils comerciava amb automòbils abandonats prèviament restaurats per Vert. Arran d'això, Vertmetal va crear una activitat paral·lela a la de les carrosseries d'autobusos: la construcció de carrosseries per a vehicles antics.

### L'època d'Hispano-Suiza
Després de treballar un temps per a Claret i altres col·leccionistes de la zona, a començaments de la dècada de 1960 Vertmetal es va especialitzar a vendre cotxes d'època, els quals construïa a partir d'un lot de 16 furgonetes Hispano-Suiza de l'Alsina Graells que havia recuperat de la ferralla. Va produir un total de 14 cotxes amb diferents carrosseries "torpede" de 2 o 4 places a gust del comprador.

### L'època de Rolls i Bentley
Després de l'etapa dels Hispano-Suiza, Vertmetal va fer carrosseries per a 18 Rolls Royce i 4 Bentley, gairebé totes elles de tipus obert torpede descapotable. Els cotxes els comprava com a ferralla a Anglaterra John Smart, un americà establert a Lloret de Mar que col·laborava amb Vert. La majoria d'aquests cotxes es varen vendre a col·leccionistes estrangers.

### La partida malmesa
Al tombant de dècada de 1970, Vert adquirí una partida de 8 cotxes de diferents marques per a un promotor francès, però quan no va poder acabar-los dins el període concedit per duanes va haver de pagar aranzels, amb el resultat que el francès trencà el tracte i Vert se'ls va haver de quedar.

### Gerion
Vertmetal rebia sovint encàrrecs únics. Michel Urman, representant d'un importador francès d'Aston Martin i Austin, li demanà de carrossar un Aston Martin de 1932 que després fou exposat al Saló de París de 1967. Més tard va reconstruir un Bugatti Tipo 37 per al seu proveïdor de recanvis francès. En veure aquesta obra, John Smart i Michel Urman proposaren a Vert de produirne-ne rèpliques en sèrie, cosa que originà l'efímera marca Gerion (1970 - 1975).
La publicitat obtinguda amb els Gerion provocà que diversos marxants i col·leccionistes de cotxes clàssics demanessin noves rèpliques a Vertmetal, però Vert declinà les propostes per no perjudicar el seu negoci principal, que en aquells moments ja era la reparació de xapa i pintura de cotxes de sèrie, i abandonà definitivament la restauració de cotxes antics.